# Abbaye Notre-Dame des Prés
Pour les articles homonymes, voir Abbaye des Prés.
L'abbaye Notre-Dame-des-Prés (ou du Pré-Notre-Dame), est une ancienne abbaye cistercienne de femmes, située à Saint-André-les-Vergers, dans l'Aube, en région Grand Est (ex-région Champagne-Ardenne).

## Histoire
Installée dès 1230 à Chichery, sur le territoire de Sainte-Savine (au bas de la rue des Dames), elle a rapidement déménagé à Saint-André-les-Vergers, de l'autre côté du ru des Viennes. Conformément à la volonté de Bernard de Clairvaux qui ne souhaitait pas d'exemption pour ses abbayes, elle se soumit à la juridiction de évêques de Troyes et s'engagea à ne solliciter aucun privilège ou honneur pouvant préjudicier à l’Église de Troyes, soit au spirituel, soit au temporel auprès du pape.
En 1234, l'abbaye voisine de Montier-la-Celle, très puissante et relevant directement du Saint-Siège, se retrouva en concurrence avec les nouvelles venues et pria le pape de les exclure. Mais Grégoire IX donna tort aux moines et confirma les droits d’existence des moniales qui étaient exemptes de sa juridiction. 
L'abbaye resta prospère durant tout le XIIIe siècle. Mais les guerres des XIVe et XVe siècles entrainèrent un léger déclin avec une baisse des donations et plusieurs procès. Et cette situation empira au cours du XVIe siècle. Au XVIIe siècle, l'abbaye et ses dépendances étaient en très mauvais état, malgré les efforts de ses abbesses. Il ne restait plus que 11 religieuses avant la Révolution française, pendant laquelle l'abbaye fût saisie comme bien national et vendue en 1791.

## Personnalités liées à l'abbaye
La mère du pape troyen Urbain IV fut religieuse à Notre-Dame-des-Prés et fut y inhumée par les soins de son fils. En 1263, il y fonde pour lui-même un anniversaire, et l’année suivante lui fait un don de 5.000 florins afin de reconstruire l’église abbatiale.
Le comte de Champagne, Thibaud V, proche du pape troyen, fit en avril 1270, diverses largesses et fonda également un anniversaire pour sa mort (qui survint quelques mois plus tard).